# شان بارتلت
شان بارتلت (انگلیسی: Shaun Bartlett؛ زادهٔ ۳۱ اکتبر ۱۹۷۲) بازیکن پیشین و مربی فوتبال اهل آفریقای جنوبی است.
از باشگاه‌هایی که در آن بازی کرده‌است می‌توان به باشگاه فوتبال نیویورک رد بولز، باشگاه فوتبال آژاکس کیپ‌تاون، و باشگاه فوتبال کلرادو رپیدز، چارلتون اتلتیک، زوریخ و باشگاه فوتبال آژاکس کیپ‌تاون اشاره کرد.
وی همچنین در تیم ملی فوتبال آفریقای جنوبی بازی کرده‌است.